# سفیدماهی‌های گرد
سفیدماهی‌های گرد (نام علمی: Prosopium) نام یک سرده از تیره آزادماهیان است.